# District d'Analalava
 (juillet 2019).
 (juillet 2019).
Si vous disposez d'ouvrages ou d'articles de référence ou si vous connaissez des sites web de qualité traitant du thème abordé ici, merci de compléter l'article en donnant les références utiles à sa vérifiabilité et en les liant à la section « Notes et références ».
Analalava est l'un des districts de la région de Sofia, situé dans le Nord-Ouest de Madagascar. Il borde les districts d'Ambanja au nord, de Bealanana et Antsohihy à l'Est , Boriziny (Port-Bergé) et Mahajanga II au Sud. Il a une surface de  4 380 km2 et la population était estimée à 176,396 en 2020. Le district est divisé en 15 communes.
La plus grande des îles en face d'Analalava, Nosy Lava, abrite un bagne, autrefois île sacrée où se trouvent les tombeaux de dynastie royale des mpanjaka sakalava bemihisatra de la région du Nord-Ouest. Ce bagne pénitencier est inauguré par le gouvernement colonial français à l'époque du Gouverneur général Augagneur (1905-1911) sous la présence de Tondroko II, Ndramamahana, le roi au pouvoir à l'époque.
Les habitants de la région pêchent des poissons, des concombres de mer, des crabes, des  crevettes avec des pirogues, des petits bateaux à voile latine.

## Situation géographique
Analalava, littéralement « Là où il y a de longues forêts », se trouve dans la partie Nord-ouest de Madagascar, dans l’actuelle Région Sofia, située dans la province de Mahajanga.
Au Nord, le district partage ses frontières avec le district d’Ambanja par la commune rurale d’Ankaramy Be; à l’Est le fleuve Maevarano le sépare des districts de Bealanana et d’Antsohihy. Au sud, le fleuve Sofia constitue la limite avec les districts de Port-Bergé et du chef-lieu de la région Boeny (Mahajanga). À l’ouest, le territoire est bordé par le canal du Mozambique.
Par ailleurs, le district possède de nombreux petites îles et ilots (Ifaho, Ilagna et Soihy) ; Nosy Lava, à 25 km au large de sa côte, ainsi que Nosy Saba (Morintsa), Nosy Valiha, Nosy Tanifaly (autre nom, Kalikajôro), Nosy Birafia, qui se trouvent plus au Nord. Et des baies s’étalent tout au long des côtes à savoir : baie de Narindra (mot d’origine soihili, Narendre « on y va » , en français, parmi les plus belles du monde après celles de Diego-Suarez (Antsiranana) et de Rio de Janeiro (au Brésil). Il dispose de quinze (15) communes à savoir Analalava-centre, Ambaliha, Ambolobozo, Antonibe, Andribavontsona, Angoaka-sud, Ambarijeby-Sud, Ankaramy Be, Andrevorevo, Maromandia , Marovantaza, Marovatolena, Mahadrôdroko , Befotaka-nord et la commune de Bejofo plus à l’Est.
La ville d’Analalava est composée de six quartiers : le Central, puis Ampasikely, quartier des originaires des Hautes terres centrales (les Hova et Betsileo', puis Befitina (qui fut jadis le quartier des Indiens), puis Fongony (quartier des Zanatany « enfants de la terre », où se trouvent les commerçants arabes, les Comoriens, les Makoa, les Tsimihety, et les Sakalava ; en plus Fongony est aussi un quartier des pêcheurs) ; le quartier d’Ambalahonko (c’est aussi quartier des Zanatany mais actuellement, rattaché à Fongony) ; le quartier d’Anjialava, un quartier royal ou quartier d’Ampanjaka et ses sujets ; qui se trouve à l’extrémité sud de la ville.

## La géographie régionale d’Analalava
Avant 1930, la région est limitée à l’Est par le canton de Befandriana-nord et celui de Bealanana, des zones qui entretiennent d’étroites relations avec l’Androna (Mandritsara), habitées essentiellement par les Tsimihety. À l’Est, la région est constituée de montagnes et de plaines favorables à l’agriculture et à l’élevage. En plus, des forêts denses, de grands fleuves comme Sofia, Mangarahara, Simboana, et Maevarano assurent l’humidité de la région. Sur les berges de ces grands fleuves, la concentration humaine est importante. Ces fleuves qui facilitent l’évacuation des produits locaux demeurent cependant presque infranchissables durant la saison de crue. Vu cette optique de l’environnement, les groupes de population appelés « Tsimihety » se forment car ils s’habituent à la montagne et la forêt. Grâce aux réserves forestières, les gens peuvent se réfugier contre les oppressions d’autorités, aussi bien pendant l’époque royale que durant la période coloniale. Dans la partie ouest de la région, sur le littoral notamment, on rencontre une zone des Sakalava.

Les côtes sont constituées en baies où tous les grands fleuves se jettent et d’îlots. On peut citer quelques baies célèbres de la région, les baies Narindra, de Ramanetaka, de Mahajamba qui jouent un rôle commercial très important car les grands bateaux, les boutres arabes et indiens peuvent y accoster, c’est un ancien comptoir commercial des Antalaotra.
À Analalava, il existe des cours d’eau, qui sont presque navigables et des baies favorables à l’accostage. D’un côté, à l’époque coloniale, l'administration, faute des infrastructures routières, depuis son implantation, choisit les côtes pour faciliter les communications maritimes et fluviales. Analalava figure parmi les régions qui répondent à ces projets. Quatre grands fleuves parcourent la région d’Analalava, il s’agit de Maevarano, de Sofia, de Mangarahara, de Droa, de Vavan’Anatambo (Ilailoza), de Manambaro, et des plus modestes comme Mafirinaina, Vavan’i Maromandia, Vavan’Analalava ,…

Par ailleurs, vu l’espace géographique d’Analalava dominé par la mer, les Sakalava sont habitués à la mer. Outre l’élevage, ils sont en majorité des marins. Donc, Analalava n’est pas une zone isolée, elle partage toujours des liens avec les autres zones littorales de la Grande île. Quant au climat, il est doux, attire l’attention des étrangers grâce à l’alternance de deux vents frais du Varatraza (alizé) et Talio(mousson). Le district figure parmi les zones qui abritent les palétuviers de la Grande île et regorge aussi des ressources halieutiques.

Les activités économiques ainsi que l’attitude des populations dépendent étroitement des réalités historiques et spatiales de la région. Les Français construisent des aérodromes pour communiquer avec les zones isolées qui relient les différentes régions à la capitale (Tananarive) en 1949.
Par ailleurs, la région d’Analalava jouit d’une forte migration tsimihety. En outre, les Sakalava de la région ont une forte intégration avec les autres groupes de population notamment les Tsimihety par le biais des mariages et des alliances ou rohim-pihavanana. Cette alliance s’effectue par la pratique de Fatidrà ou Fizivàna. Dans cette forme d’alliance, la cohésion se raffermit davantage, car les relations avec les ziva ou lohateny semblent plus intenses que celles de la parenté. Le fait de faire du mal à ces derniers provoque des malédictions des ancêtres sur la descendance. Les Tsimihety et les Sakalava sont culturellement identiques. Chacun de ces deux groupes fonde la structure qu’il juge meilleure. Les Tsimihety adoptent une organisation sociale souple, capable d’assimiler un nouveau mode de vie basé sur la démocratie et sur les conseils des Sojabe ou raiamandreny. Dans cette organisation traditionnelle, les forces d’armée n’existent pas, tandis que les Sakalava sont protégés par les Jiriky, armées royales.
Par ailleurs, les Tsimihety ont une organisation sociale qui repose sur la vie familiale contrairement aux Sakalava dont l’organisation sociale se base sur le « pouvoir royal ». Ils ont en commun le goût de déplacements. La raison des migrations sakalava est plutôt d’ordre religieux qu’économique. Ce mouvement se pratique par le changement des lieux sacrés (des doany, villages sacrés). Quant aux Tsimihety, ils se déplacent pour la recherche des ravinahitra (richesses), ils sont des cultivateurs plutôt qu’éleveurs. Leur mouvement s’effectue par conséquent sur la recherche des baiboho ou tany lonaka(plaines fertiles). Ils sont plus modérés et plus prolifiques que leurs voisins sakalava et démographiquement, l’accroissement de la population est rapide dans les zones qu’ils occupent et leur nombre dépasse largement celui des Sakalava. L’analyse de ce phénomène se résume par le dynamisme psychologique et spatial. Au rythme des phénomènes sociaux, l’administration coloniale comprend les Tsimihety depuis la domination de leur territoire. Pourtant, l’histoire de ce groupe est longtemps éclipsée par les royaumes sakalava à leurs territoires celui des Betsimisaraka à l’Est. Ces deux groupes de la population figurent parmi les composants majeurs des Tsimihety. En un mot, les Tsimihety s’attachent à leur territoire, malgré les migrations, car après leur mort, ils doivent toujours retourner aux terres de leurs ancêtres (Tanindrazana). Enfin, leur territoire dicte leur identité. En gros, le district appartient aux Sakalava et Tsimihety ; mais l’organisation sociale repose jusqu’à maintenant sur le respect d’Ampanjaka (pouvoir royal).

## Histoire

### Origines
La ville d’Analalava littéralement « Au pays des longues forêts », est fondée au début du XVIIIe siècle par les Antalaotra, en 1710. Ces derniers ont fondé cette ville pour créer un comptoir commercial. Puis, les Sakalava, les Makoa, les Soihilis et Tsimihety qui cohabitaient ensemble pour créer des royaumes Sakalava Bemihisatra vers la fin du XVIIIe siècle (1795). « Tsimontimontirana » est un ancien nom donné à la ville d’Analalava par les Antandrano (navigateurs et commerçants arabes). Ce nom est un mot d’origine vezo qui signifie « il est interdit d’y entrer, car c’est un endroit sacré ». Donc, l’actuelle ville d’Analalava était un endroit sacré autrefois, il faut des rites pour s’y installer.
D’abord, le mot « Analalava », prend référence aux « longues forêts » qui longent le bord de la ville. Deuxièmement, « Analalava » est la jonction de « Analan’i Lava », forêt de Lava. Lava est un homme, notable qui dirigeait ses peuples installés ici lors de l’arrivée des armées françaises en octobre 1895.
Le premier endroit où la ville fut fondée, est sur l’actuel quartier d’Ampasikely ; c'est-à-dire lieu où se trouve la jetée. À l’époque, c’était le port d’accostage des boutres, goélettes, barques, des bateaux et navires des Antalaotra.
L’arrivée des colonisateurs français en octobre 1895, marque le début du processus d’urbanisation de la ville d’Analalava.

### Histoire administrative
La ville d’Analalava change souvent de statut tout au long de la période de son histoire. Les royaumes Sakalava Bemihisatra, dépendant du gouvernement du royaume Merina depuis 1851, se transforme en Cercle militaire des Français, après les révoltes des Sakalava à Antonibe, en juillet 1898. À partir de 1905, le « Cercle » se transforme en « Province civile » entre 1905 à 1930. C’était un chef-lieu de province des Sakalava et Tsimihety de la partie Nord-ouest de Madagascar.
L’École normale et professionnelle d’Analalava fondée en 1897, devient l’ « École Régionale d’Analalava » (ERA) à partir de 1900. Cette institution scolaire est une grande étape pour accéder à l’École supérieure d’Antananarivo, Le Myre de Vilers.
À l’ERA, le recrutement est sélectif et par voie de concours, une minorité d’élèves peut y accéder. Cette école de grande envergure couvre la circonscription du Nord et du Nord-Ouest. Elle était chef-lieu de la circonscription scolaire de Mahajanga, de l’île d’Anjouan, de Diego-Suarez, de Nosy Be, de Vohemar,  de Mandritsara, de Maevatanana, de Port-Bergé, Bealanana, Befandriana-nord, Ambilobe et d’Antsohihy jusqu’en 1958. En outre, la ville d’Analalava est le chef-lieu de province de Majunga et Diego-Suarez, jusqu’à l’arrivée du Gouverneur général Léon Cayla en 1932.
Administrativement parlant, Analalava devient chef-lieu de région, à la place d’Antsohihy actuel, à partir de 1932, puis devenu district en 1952 et sous-préfecture à partir de 1960, date marquant le début de la Première République Malgache. Analalava détient le statut de sous-préfecture à partir de 1960 jusqu’en 2004, durant l’administration du président de la république Marc Ravalomanana ; puis intégré parmi les sept (7) districts qui forment la région Sofia.

### Résumé
Cercle militaire: 1898 -1904

Chef-lieu de province: 1905 -1932

Chef-lieu de région: 1932 -1951

District: 1951-1960

Sous-préfecture: 1960 - 2004

District au sein de la région Sofia: depuis 2004

Circonscription Scolaire d’École Régionale: 1900 -1965

### Historique des six fokontany de la commune urbaine d'Analalava
- Ampasikely : littéralement, « à la petite plage ou au petit sable ». C’est le premier quartier de la ville d’Analalava. Créé par les Antalaotra en 1710, lieu de comptoir commercial, port des boutres, des kotria et des goélettes. Après les révoltes des Sakalava à Antonibe en juillet 1898, les armées françaises ont utilisé ce quartier comme lieu de résidence pour surveiller les originaires des Hauts Plateaux (les Merina et Betsileo). C’est dans ce quartier qu’on trouve la prison ; la caserne, les services de Poste Télégraphe et de Télécommunication (PTT), l’ancien Travaux publics, la jetée et l’aérodrome d’Analalava.
- Central : c’est un quartier administratif de la ville d’Analalava. On y trouve la bureaucratie de la ville : l’Hôtel de ville, bureau de la Commune urbaine d’Analalava, le Trésor, le terrain de l’indépendance, la résidence du chef de district (avant, c’était une résidence du gouverneur colonial). Puis, les institutions scolaires publiques s’y trouvent comme le CEG (Ex-École Régionale, créée en 1898), le Tribunal de 1ère instance, l’EPP (Ex-École officielle, créée en 1900), le bazar Be, le Tranombarotra ROSO (Ex- Compagnie Marseillaise de Madagascar), le bureau de CISCO, l’Hôpital, le Malibu, le bureau des Eaux et forêts. C’est un quartier historique, car c’est là qu'étaient vendus les esclaves noirs déportés d’Afrique et du Mozambique. On y trouve « Vodimangabe » datant plus 300 ans ; où étaient attachés les Zazamanga ou les Makoa, esclaves noirs pour le commerce.
- Befitina : mot d’origine arabe « fit’nat », tentation. Donc, « be » (beaucoup, plusieurs) et « fitina » (tentations, rumeurs) ; avant tout, c’est un quartier où les tentations ou des rumeurs étaient en abondances. Un « tsimonty » c’est quelqu’un d’indiscret, semeur de zizanie dont Befitina est le quartier général. C’est aussi le quartier des Indiens, où se trouvent leurs magasins et leurs boutiques. À Befitina se trouve la source naturelle de « Vôvolamina, ou puits de Lamine », Haut-commissaire français (vers 1948).
- Fongony : vient de « fongo, dune », puis « ny, son, sa, ses, adjectif possessif », littéralement, « ses dunes de sable ». C’est un quartier des Zanatany « enfants de la terre », où se trouvent les commerçants arabes, les Comoriens, les Makoa, les Tsimihety, les Sakalava (traditionalistes), les Antandrano (marins) et les pêcheurs. Là aussi qu’on trouve la station balnéaire de la ville d’Analalava. En gros, c’est le ghetto de la ville.
- Ambalahônko : c’est aussi le quartier des Zanatany, même statut que Fongony. Actuellement, il est rattaché à Fongony, a un statut administratif commun, même chef que Fokontany.
- Anjialava : « au long sable », c’est un quartier sablonneux où se trouve le zomba (palais royal) des Sakalava bemihisatra ; un quartier des traditionalistes et des sujets royaux. Les gens qui y habitent sont presque les adeptes et les sujets de l’Ampanjaka. Le quartier se trouve à l’extrémité sud de la ville. Là où est située la Centrale thermique de JIRAMA. Il est limité au Sud par la rivière d’Ambavan’Analalava. Actuellement ces quartiers d’Analalava ne cessent pas de s’étendre grâce à l’arrivée des migrants, mpiavy.

### Histoire des royaumes Sakalava Bemihisatra d’Analalava
Deux clans Sakalava Zafinimena se partagent les régions du Boina au bord du canal de Mozambique, tout au long de littoral ouest de Madagascar. Ce sont les Sakalava  Bemihisatra et les Bemazava. Ces deux branches dynastiques du Boina se sont formées à l’issue des conflits des petits-fils du roi Tsimanato ou Andriamandisoarivo et fils d’Andrianamboeninarivo à savoir Andriamahatindriarivo, l’ainé (fondateur de Bemazava) et Andriananilitriarivo, le cadet (fondateur de Bemihisatra), à partir de 1732.      
Pour le royaume de Bemihisatra, sa première capitale était à Ambatoboeni dès sa création en 1732, puis il s’étend du district de Marovoay, Soalala, Ambato-boeni, Mahajanga, Analalava, Nosy Be et Mayotte qui sont les principales villes de Bemihisatra.
Quant aux royaumes Bemazava, actuellement, ils se trouvent dans le territoire d’Ambanja (Sambirano), dans la région Boeny dont les villes principales sont : Ankify (Sambirano), Ambanja, Majunga (Boeny), puis Maromandia (Analalava).
Étymologiquement, le mot « bemihisatra » est la jonction de « be » nombreux, grand, énorme et « mihisatra » qui se déplace lentement. Ces deux termes signifient donc «  de nombreux Sakalava qui s’étaient déplacés d’un endroit à l’autre » à cause des conflits dynastiques et intercommunautaires des XVIIIe et XIXe siècles.
Chaque communauté à Madagascar a sa particularité historique. Pour le cas de Bemihisatra d’Analalava, le royaume s’est fondé par l’accord des Sakalava Zafinifotsy et Zafinimena dans la deuxième moitié du XIXème siècle, qui sont les deux grandes divisions du royaume sakalava par les arrière-arrière-petits-enfants du roi fondateur Andriandahifotsy (1610-1685).
En particulier, le royaume bemihisatra d’Analalava est fondé en 1851 sous le règne du roi Añono (Ndramagnetry, son nom posthume) dans la partie Nord du Boina, le chef-lieu de district d’Analalava. Il s’installa à Antonibe en 1851.
Par ailleurs, le roi Tsimilômo (Andriamanisarivo au pouvoir entre 1812 et 1818 à Mahajanga), le petit-fils de la grande reine Ravahiny bemihisatra (1745-1808), frère ainé d'Andriantsoly (Ndramagnavakarivo), était contraint de quitter son trône à Mahajanga à cause de son conflit  avec Maka ou Boanamaka (roi bemazava) qui voulait dominer le territoire du  Boina tout entier à partir de 1818. Il quitta  Ambatoboeni et se dirigea vers l’actuelle ville d’Analalava. Il ne resta pas longtemps à Analalava et continua sa route vers l’Ankarana (Ambilobe) en 1823.
Entre 1808 et 1835 le « bras de fer » entre Bemihisatra et Bemazava était très intense, donc beaucoup de princes sakalava se réfugiaient dans la région d’Analalava pour fuir les batailles. Parmi les villages célèbres sont : l’îlot de Nosy Lava, Antonibe, Andronjana, Ambalahônko (Ambolobozo), Ambolobozo, Ampasimena (Maromandia), Nosy Antanifaly, Nosy Berafia, Maromandia, Anorotsangana (district d’Ambanja).
Cette émigration s’intensifie lorsqu'Andriantsoly (petit frère de Tsimilômo), qui prit le pouvoir en 1822, a été attaqué par l’armée de Radama Ier en 1824 et 1825. Andriantsoly s’enfuit à Mayotte en 1832 et sa sœur Oantitsy le remplaça et fonda la capitale du royaume de Bemihisatra à Ampasimena, près d’Ankatafana (Maromandia) et à Nosy Be en 1839.
En ce qui concerne la petite-nièce d’Andriantsoly, la reine Tsiomeko dont les armées Merina continuaient d’attaquer vers le Nord  alors qu'Tsiomeko s’exilait à Nosy Be en 1837 et demanda la protection du gouvernement français déjà présent à Mayotte. Il fut inhumé à Mayotte.
La signature de l’accord de protectorat français s’est faite en 1841 et les Sakalava Bemihisatra du Nord sont protégés par le gouvernement français. En 1841, plus précisément, le 5 mars de cette année-là, Nosy Be et Nosy Komba deviennent sous « protectorat français » en contrepartie de la protection des Sakalava contre les attaques merinas. Malheureusement, Tsiomeko était morte en couche, en juin 1843 laissant son fils orphelin Agnono. Elle fut enterrée à Nosy Be où le Commandant français Morel, gouverneur de Nosy Be à l’époque, lui accorda des funérailles dignes d'un officier de 6 Yoloff (ordre de mérite). Par contre, ce dernier interdit le meurtre rituel d'esclave pour arroser de sang humain la fosse ainsi que le tombeau de la reine. Ainsi, elle fut remplacée par le roi Andriamamalikiarivo, en juillet 1843.
La reine Tsiomeko de Nosy Be a laissé à Doromany de Beramanja (Ambanja), son manantany (Premier Ministre), un jeune fils du nom de Rano ou Agnono ou encore Andriamagnetry en 1843.
À partir de 1848, les royaumes Sakalava Bemihisatra du Nord furent dans le désarroi total à cause de l’interdiction de l’esclavage par le gouvernement français à Nosy Be. Plusieurs troupes de pillards se sont formées en 1848, un peu partout au sein du royaume. Ils se cachaient dans les forêts. Le jeune prince de 5ans, Agnono (fils du roi Antakarana), successeur illégal de sa mère Tsiomeko s’enfuit de Beramanja vers le Sud, vers Maromandia puis à Nosy Lava (ilot au large d’Analalava) en 1848.  Les nobles, l’entourage de jeune prince Agnono, ont envoyé une lettre à Antananarivo, à la reine merina Ranavalona Ière, en 1850. Ranavalona a accepté la royauté d’Agnono à Antonibe, à 60km au Sud d’Analalava, dans le confins de la baie de Narindra. Alors le royaume  Bemihisatra d’Analalava est fondé en 1851, à Antonibe sous protectorat du gouvernement de Ranavalona Ière dont plusieurs gouverneures merinas se succédèrent dans la région d’Antonibe jusqu’à l’arrivée des troupes françaises en octobre 1895.
L’arrivée des armées françaises a provoqué des zizanies dans la région d’Analalava : ainsi en juillet 1898, les Merinas et les princes sakalava d’Antonibe lançaient des « rébellions » contre les Français. En effet, le roi Agnono (Ndriamagnetry) fut tué avec certains nobles sakalava, par l’armée française mais son fils Tôndroko II fut épargné.
En septembre 1898, le jeune prince Tondroko II, fils du roi Ndriamagnetry qui participait au rébellion de juillet, fut capturé par les militaires français et les tirailleurs sénégalais et transféré à Manongarivo (actuel village de Tsimahasenga), à 7km au sud d’Analalava, en résidence surveillée.
En 1901, Tôndroko avait 19 ans, il fut nommé le premier gouverneur autochtone à titre politique (1898-1925), par le Gouverneur Général de Madagascar Joseph-Simon Galliéni (1896-1905 au pouvoir) à Analalava. Il est le chef traditionnel des Sakalava Bemihisatra qui représentait la province d’Analalava dans les affaires coloniales. Il s’occupait de la zone sud d’Analalava (au sud du fleuve La Loza jusqu’à la rive nord du fleuve Sofia) à Mahadrodroka. Tôndroko était connu par les Sakalava Bemihisatra d’Analalava comme un roi généreux, aimé par son peuple dont le nom posthume est « Ndramamahagna », littéralement « le roi qui nourrit ses sujets ». Il avait un fils unique appelé Tsimo son nom de garçon ; Andrianterognarivo ou Ambilahikely, Tale sont ses noms posthumes. Le prince Tsimo est né vers 1900 à Manongarivo, premier enfant de Tondroko II, connu par ses camarades d’école, un étudiant assidu, major de classe et de promotion depuis l’École officielle (EPP) d’Analalava en 1915, puis à l’école Régionale d’Analalava en 1919, jusqu’ à Le Myre de Vilers en 1923 (l’actuel INFP à Mahamasina).
Il meurt subitement durant ses vacances en mars 1923 à Analalava, alors qu’il était encore étudiant à Antananarivo. Ce prince était renommé par son intégrité, sa générosité, son amitié envers tout le monde. Sa mort a causé des douleurs et des tristesses à ses camarades, surtout à son père qui conduit plus tard à la mort de ce dernier en septembre 1925.
Le prince Tsimo, demi-frère ainé de la future reine Soazara Augustine était mort en 1923, laissant son père sans successeur. En revanche, le roi Ndramamahagna s’est forcé de trouver une femme pour avoir de progéniture. Il trouva Soamanoro une femme tsimihety, ex-femme de son camarade Ramena, gouverneur merina d’Antonibe (entre 1818-1924).
En septembre 1925, Ndramamahagna mourut pendant que sa femme portait sa future fille Soazara. La mort de ce dernier a provoqué les troubles au niveau des nobles sakalavas ainsi que l’administration coloniale française d’Analalava en 1925.
Soazara est née deux mois après la mort de son père.

### Biographie de la reine Soazara d’Analalava [1925 -2017]
Selon la Gazette Midi de Madagascar paru, le 16 août 2008: « À la pointe Nord du territoire des Sakalava, c’est la reine Soazara qui commande les populations du Boina. La reine Soazara occupe toujours une place importante dans la tradition et le respect des coutumes. Elle est une « Mpanjaka Be » Sakalava, soit une autorité de sang royal, descendante directe des anciens rois de la région. Malgré la modernité et l’exode de ses sujets vers le centre du pays, elle conserve une autorité traditionnelle importante, d’autant plus que la région est isolée. Ressortissants malgaches, pratiquants d’autres religions, soumis à l’autorité administrative du préfet de région, ses sujets lui vouent pourtant un culte fanatique. Chaque année, de grandes festivités sont préparées en son honneur et pour les ancêtres, accompagnées d’offrandes et de sacrifices. Elles ont lieu dans la semaine précédant la pleine entre juin et lune d’août à Nosy Lava. Pour l’occasion, ils sont des milliers, venus des villages de la baie de Narindra, des bourgades de la région mais aussi de la capitale malgache ». Cet article révèle la place de la reine Soazara, dans la société sakalava de Bemihisatra du nord.
Biographiquement, la reine Soazara Augustine est née à Ankarafamamy, fokontany de Tsaradokitra, commune urbaine d’Analalava centre, en novembre 1925. Elle a grandi à Antonibe jusqu’à l’âge de 10 ans. Depuis septembre 1898, le royaume d’Antonibe a été transféré à Analalava-ville sa capitale. Après ses études à l’École Officielle (Actuelle EPP) d’Analalava en 1941, Soazara continue son parcours scolaire à l’École Régionale d’Analalava (CEG) entre 1942 et 1944. À l’époque Analalava n’a pas de monarque depuis la mort de Ndramamahana ; donc en tant que successeur légitime, elle est choisie par l’administrateur colonial local pour être reine d’Analalava en 1946.
Depuis, l’affaire Soazara qui éclate en 1935, des nobles sakalavas se disputent au sujet de son couronnement, voulant prendre le prince du Nord c’est-à-dire sur la région de Nosy Be pour succéder à Ndramamahagna, car elle est encore jeune mais l’administration la protège.
En 1946, Soazara devient reine d’Analalava dont le royaume (territoire) est limité au Nord par le fleuve Loza et au Sud par le fleuve Sofia, jusqu’à Antsakoabe (Mahadrodroka). Entre 1946-1960, elle joue un grand rôle dans les affaires politiques coloniales. Ainsi, grâce à son mariage avec le gouverneur autochtone Salimo Ben Issa, son pouvoir ne cesse de prendre de l'ampleur, malgré sa jeunesse.
Elle joue des rôles majeurs dans les conflits inter-dynastiques « Bemihisatra‑pro-colonisateurs » et les « Bemazava‑pro-nationalistes » durant des élections de députés et de conseillers provinciaux entre 1946 et 1958, dans le cadre de l’émancipation pour l’indépendance de Madagascar du parti PADESM (Bemihisatra) « pro-français » et MDRM « nationaliste et anticolonial » (Bemazava) dans le cadre de la décolonisation. Elle joue aussi des rôles majeurs sur les cultes des ancêtres d’« Andriamisara efa-dahy », ancêtres des tous les Sakalava (Zafinifotsy et Zafinimena) et le culte de la relique protectrice du royaume bemihisatra d’Analalava qui  s’appelle « Vy lava tsy roamanjaka », une tige de fer, conservé à Antonibe. 
Soazara Augustine, reine des Sakalava bemihisatra d’Analalava, était fonctionnaire d’État, administratrice, a tenu aussi une grande responsabilité dans la Mairie de la Commune urbaine (Firaisam-pokotany) d’Analalava entre 1976 et 1988. Elle avait résidé quelque temps à Antananarivo et à Antsohihy, mais son cœur restait toujours attaché à Analalava. Elle était une reine bienaimée des Sakalava dont son nom posthume, « Andriamaminiarivo ». Elle se déclina « nihilagna » le 3 février 2017 dans son palais, à Analalava. Par ailleurs, des représentants du Gouvernement malagasy ainsi que les autorités provinciales et locales ont assisté à ses obsèques pour lui rendre honneur. Après quelques mois, la défunte reine fut inhumée à Mahabo, à l’îlot sacré de Nosy Lava, au cimetière royal des Sakalava, à côté de son père.
Elle avait deux filles, l’ainée s’appelle Antoria et la cadette, Zalifa Bente Salim. Cette dernière est née en 1958 à Analalava, fille de Soazara et de l’ancien gouverneur autochtone d’Analalava Salim Ben Issa.  La princesse Antoria fut jugée incapable par les notables locaux et les peuples sakalava à cause de sa maladie. Donc, son accession au trône fut refusée.
Par ailleurs, la cadette, Zalifa Bente Salim est devenue reine d’Analalava ; couronnée en octobre 2018 dans son zomba, cour royale à Anjialava. Elle est une reine renommée, instruite, administratrice, politicienne comme était sa mère. En plus, elle était ancienne membre du Parlement Malagasy, élue député de Madagascar pour deux mandats, en 1998, puis en 2007, actuellement étant membre de Conseil Fampihavanana Malagasy(CFM) depuis 2018…. 

### Généalogie des rois et reines sakalava bemihisatra d’Analalava
Andriamanilitriarivo : 1711-1744, fondateur de la dynastie de Sakalava Bemihisatra du Boina en 1732.
Ravahiny (Andriamamelonarivo) : 1745-1808, grand-mère d’Andriantsoly et son frère Tsimilômo.
Tsimilômo (Andriamanisarivo) : 1782-1726, le petit-fils de la grande reine Ravahiny. Il était au pouvoir entre 1812 et 1818 à Mahajanga, parmi le premier roi sakalava bemihisatra, qui était en passage à Analalava.
Andriantsoly (Andriamanavakarivo) : 1798-1845, né à Mahajanga en 1798, petit-fils de Ravahiny, grand-père de la reine Tsiomeko. Il se convertit à l'islam grâce à sa relation avec les Antalaotra. Il est enterré à Mayotte. Il est le grand-père d’Agnono.
Tsiomeko (1828-1843) : née à Maropapango (Maromandia), elle régnait à Nosy Be. Elle mourut en couche de son fils Agnono et enterrée à Nosy Be en 1843.
Binao (1862-1923) : née à Maromadia, petite-fille d’Andriantsoly. Elle régnait à Ampasimena (Maromandia).
Agnono (Andriamagnetry) : 1843-1898, roi fondateur du royaume Bemihisatra d’Antonibe, né à Nosy Be, agrandi à Beramanja (Ambanja), à Nosy Lava et à Antonibe. Il régnait entre 1851 et 1895 à Antonibe. Il est le roi réconciliateur des dynasties « zafinifotsy et zafinimena » dans la région d’Analalava qui étaient en conflit depuis longtemps. Il participa à la rébellion de juillet 1898 contre les Français et mourut cette année même.
Tondroko II (Ndramamahagna) : 1882-1925 : Fils de Ndramagnetry, père de Soazara. Tondroko est né à Antonibe et participa à la rébellion anti-française en juillet 1898 à côté des gouverneurs merina. Devenu gouverneur sakalava autochtone à titre politique entre 1901-1925, il mourut à Manongarivo et fut inhumé à l’îlot de Nosy Lava.
Donc, après la mort de Tôndroko, Manongarivo devient Tsimahasenga, actuel dispensaire des lépreux, lieu catholique depuis 1951.
Soazarara Augustine (Andriamaminarivo) : née vers 1925 à Ankarafamamy (Tsaradokitra), à Doany Miadana, fille de Ndramamahagna et Soamanoro ; elle régnait entre 1946-2017 à Analalava. Elle mourut en février 2017 à Analalava.
Zalifa Bente Salim : 1958 - présent : est née en 1958 à Analalava, fille de Soazara et du gouverneur Salimo Ben Issa, gouverneur autochtone d’Analalava entre 1951 et 1959. Aujourd’hui, elle est la reine d’Analalava ; couronnée depuis octobre 2018. En plus, c’est une reine instruite, elle était ancienne membre du Parlement, élue députée de Madagascar pour deux mandats ; en 1998, puis en 2007. Elle est membre du Conseil Fampihavanana Malagasy (CFM) depuis 2018…. Elle a trois enfants, deux garçons et une fille.

### Appellation et attributions de la ville d’Analalava par les occupants successifs
Tsimontimontiragné : 1710-1822 : comptoirs commerciaux des Swahilis et les Antalaotra de la partie Nord-Ouest de Madagascar et village des Antandrano (vezo).
Boeny hely : 1822-1895: après la chute de Mahajanga par l’armée de Radama Ier (1782-1828), entre 1822-1826 ; Analalava est surnommée région « Boeny hely » ou région Boeny du Nord par l’administration merinas ainsi que les sakalava du Nord sous son protectorat, jusqu’à l’arrivée des militaires français en octobre 1895 à Antonibe.
Analalavabe : Durant la période de la pacification de l’armée française entre 1895-1902  l’actuel chef-lieu de district d’Analalava portait le nom d’Analalavabe selon le statut des régions du Nord-Ouest.
Analalava : 1904 - présent : depuis 1904, Analalava porte son nom actuel dans le cadre du statut de Province civile du Nord et du Nord-ouest.

### Brève histoire du fleuve sacré «la Loza» à Analalava
Le district d’Analalava se trouve dans la partie nord-ouest de Madagascar, dans l’actuelle région Sofia. Il possède plusieurs fleuves parmi lesquels la Loza est le plus remarquable. D’abord le mot « Loza » est un nom du roi sakalava, ancêtre des dynasties royales « Sakalava-Zafinifotsy » au temps d’Andriandahifotsy(1610-1685), roi fondateur des royaumes sakalava. Loza est son fils issu de son mariage avec sa sœur Andiambolamena. Les Sakalava à l’époque, interdisaient l’inceste, c'est-à-dire mariage entre les familles proches (frère et sœur). Mandoza signifie pratique d’une relation charnelle avec un membre de famille proche ou lointain. Donc, Loza est le fruit de cette union interdite, mais aussi des malheurs qui frappent l'individu. Ce dernier fut chassé de sa région Menabe et se réfugia à Androna,(Manditsara) vers 1642. Il avait des progénitures avec les femmes de cette région, qui forment les dynasties royales Sakalava-zafinifotsy. Le temps passa, en 1823, les armées de Radama Ier conquirent Mandritsara et ont mis cette région en protectorat merina. Vers 1869, les Sakalava de l’Androna étaient en désaccord avec les Merina, se révoltèrent contre le gouvernement Hova à Marangibato (Mandritsara). Cela entraina la fuite des familles royales zafinifotsy vers l’ouest c'est-à-dire vers Analalava pour sauver leur vie. En arrivant  à Ampandrakofa, sans issue, ils étaient coincés aux alentours du fleuve Loza, se forçaient de se jeter dans l’eau. Ils se sont tous noyés et deviennent « tromba andrano », ou « ancêtres royaux suicidés dans l’eau ». Ils se jetèrent depuis différents endroits. Certaines familles non royales qui les accompagnent ne se jettent pas dans l’eau et créèrent des petits villages au bord du fleuve Loza comme Ambendrana, Binetry, Andampy, Ajilo, Managnaziry, etc. L’endroit où se trouvent leurs cadavres se transforme en « doany », lieu sacré. Depuis, ce moment-là (1869), le fleuve La Loza devient sacré, dont les rituels et les coutumes sont appliqués en guise de respect des traditions. Aujourd’hui, tous les navires et les embarcations qui y passent doivent pratiquer les traditions locales, dont les voyageurs enlèvent leurs chapeaux, leurs foulards (pour les femmes), sans porter des gingembres, oignons, vêtement noirs, de ne pas parler en dialecte merina. Si on ne respecte pas ces tabous, des mésaventures se produisent durant les voyages. Ces doany, deviennent des lieux de sacrifice, d’invocation, destsakafara (vœux), etc.
Quatre doany : se trouvent sur les rivages du fleuve Loza : le doany « Managnaziry » à une heure de voyage d’Antsohihy, puis DoanyMagnangy ou Doany de reine Ampelabe, sur le rive du petit village d’Andampy. En allant vers l’Ouest, le Doany-Be (ou doany de grand roi Bivôko) sur le grand tournant à 40 minutes avant d’arriver à Analalava par vedette.
Message à tous les passagers, respectez ces tabous si vous voulez voyager paisiblement, ce n’est pas une légende, mais une réalité quotidienne.
Vavanagnantambo : littéralement « fleuve des générations de l’inceste ». C’est un nom vernaculaire du fleuve Loza. N’oubliez- pas de jeter le volafotsy ou argent, en passant par ces doany.
Mandrosoa hasigny havako ô !

## Sources et documents consultés
BARE (Jean-François) : LE SABLE ROUGE, « une monarchie nord-ouest malgache dans l’Histoire », Anthropologue, directeur de recherche à la retraite de l’IRD et de l’Université de Paris I, Panthéon, (1980)
- CHRETIEN (J. P., PRUNIER G.), (dir.), 1989. Les ethnies ont une histoire. Paris, Karthala.
- RAISON-JOURDE F., 2000. « Préface » in BALLARIN M. P., Les reliques royales à Madagascar. Source de légitimation et enjeu de pouvoir (XVIIIe-XXe). Paris, Karthala : 8-13.1982.
- RANDRIAMARO J. R., 1997. PADESM et luttes politiques à Madagascar. De la fin de la deuxième guerre mondiale à la naissance du PSD, Paris, Karthala,1985.
- RANDRIANJA S., 1997. Le parti communiste de la région de Madagascar (1930‑1939), Antananarivo, Foi et Justice.
- La Gazette de la Grande île, paru le 8 février 2015, Recuillis par Faly R.
- Journal d’obédience gauchisante et nationaliste, paru de 1932 à 1934, JOM.
- ANSOM, Jeudi 23mars 1933, 2e année, n° 33 : « La question sakalava », « la question Soazara » sous la rubrique « Le coin (...) », Journal Officiel de Madagascar(JOM), Archives de la République de Madagascar(ARM), Tsaralalana-Tanananarive, 1937.
- Monographie de district d’Analalava (1900-1965), Archives de la République de Madagascar, Tsaralalana-Tanananarive (Archives Coloniales).
- Archives Royales du XIXème siècle de Madagascar.
- Le PADESM et le MDRM, Journal Official de Madagascar(JOM) entre 1945-1958, ARM, Tsaralalana.